# ایراینس
ایراینس (به فرانسوی: Airaines) یک کمون در فرانسه است که در Canton of Molliens-Dreuil واقع شده‌است.

## خصوصیات
ایراینس ۲۴٫۸۸ کیلومترمربع مساحت و ۲٬۱۱۶ نفر جمعیت دارد و ۴۹ متر بالاتر از سطح دریا واقع شده‌است.